# Ion Deleanu
Ion Deleanu (n. 4 mai 1937 – d. 1 iunie 2014) a fost un jurist român, care a îndeplinit demnitatea de judecător la Curtea Constituțională a României (1995-1996).

## Biografie
Ion Deleanu a absolvit Facultatea de Drept, obținând apoi și titlul științific de doctor în drept. 
În anul 1995, Ion Deleanu a fost numit de către Președintele României în demnitatea de judecător la Curtea Constituțională a României, pentru un mandat de nouă ani. A demisionat în noiembrie 1996.
Ion Deleanu a fost profesor universitar la Facultatea de Drept a Universității „Babeș-Bolyai” din Cluj-Napoca.
A decedat la data de 2 iunie 2014.

## Lucrări publicate
Ion Deleanu este autorul mai multor lucrări de drept constituțional și drept civil, dintre care menționăm următoarele:
- Teoria și practica regimului parlamentar burghez (Ed. Politică, București, 1978);
- Constituția României – comentată și adnotată (Regia autonomă „Monitorul Oficial”, București, 1992) - în colaborare cu Mihai Constantinescu, Antonie Iorgovan, Ioan Muraru, Florin Bucur Vasilescu și Ioan Vida;
- Justiția constituțională (Ed. Lumina Lex, București, 1995);
- Drept constituțional și instituții politice : tratat - 2 vol. (Ed. Europa Nova, București, 1996; reeditat de Ed. Chemarea, Iași, 1996);
- Mică enciclopedie a dreptului (Ed. Dacia, 2000) - în colaborare cu Sergiu Deleanu:
- Părțile și Terții. Relativitatea și Opozabilitatea Efectelor Juridice (Ed. Wolterskluwer, 2002);
- Tratat de procedură civilă - 2 vol. (Ed. Servo-Sat, Arad, 2004; reeditat de Ed. CH Beck, București, 2005);
- Arbitrajul intern și internațional (Ed. Rosetti, 2005);
- Ficțiunile juridice (Ed. CH Beck, București, 2005);
- Procedura somației de plată. Doctrină și jurisprudență (Ed. CH Beck, București, 2006) - în colaborare cu Gheorghe Buta;
- Instituții și proceduri constituționale - tratat (Ed. Servo-Sat, Arad, 2001; reeditat de Ed. Albeck, 2006).